# Archéparchie de Laodicée des Melkites
L'archéparchie de Laodicée des Melkites (en latin : Archéparchie Laodicena Graecorum Melkitarum) est un siège de l'Église grecque-catholique melkite en Syrie immédiatement soumis (it) au patriarcat d'Antioche des melkites. En 2016, il y avait 15 000 baptisés. 

## Territoire
L'archéparchie comprend les gouvernorats syriens de Lattaquié (anciennement Laodicée) et de Tartous, sur la côte méditerranéenne.
Le siège archiparchial est la ville de Lattaquié (anciennement Laodicée), où se trouve la cathédrale Notre-Dame de l'Annonciation.
Le territoire est divisé en 18 paroisses.

## Histoire
L'archéparchie a été érigée le 28 avril 1961 avec la bulle Qui Dei Consilio du pape Jean XXIII, obtenant le territoire de l'archéparchie de Tripoli des Melchites (it) au Liban. Par cet acte, le pontife confirma la décision du synode melkite de restaurer un siège ancien, jusque-là titulaire.

## Liste des évêques titulaires
- Germanos Mouakkad † (le 14 mars 1886 ordonné - décédé le 11 février 1912)
- Diomède Panici † (le 1er mai 1900 ordonné - décédé le 6 août 1909)
- Antonio Farage † (1er janvier 1922 - 7 mars 1961, nommé archevêque titulaire de Damiette des Grecs-melchites (de))

## Liste des évêques
- Paul Achkar † (20 septembre 1961 - 18 août 1981 retirés)
- Michel Yatim † (18 août 1981 - 18 juillet 1995 retirés)
- Fares Maakaroun (31 juillet 1995 - 18 décembre 1999 nommé archéparque, titre personnel de Notre-Dame du Paradis de Saint-Paul)
- Nikolas Sawaf, à partir du 14 janvier 2000
- Georges Khawam, à partir du 16 octobre 2021

## Statistiques
L'archiéparchie, en fin 2016, comptait 15 000 baptisés. 
| année | population | population | population | prêtres | prêtres   | prêtres   | prêtres             | diacres | religieux | religieux | paroisses |
| année | baptisés   | total      | %          | nombre  | séculiers | réguliers | baptisés par prêtre | diacres | moines    | moniales  | paroisses |
| ----- | ---------- | ---------- | ---------- | ------- | --------- | --------- | ------------------- | ------- | --------- | --------- | --------- |
| 1970  | 30.000     | 700.000    | 4,3        | 17      | 11        | 6         | 1.764               |         | 6         | 12        | 18        |
| 1980  | 13.000     | ?          | ?          | 20      | 15        | 5         | 650                 |         | 5         | 14        | 16        |
| 1990  | 10.000     | ?          | ?          | 14      | 11        | 3         | 714                 |         | 3         | 12        | 16        |
| 1997  | 10.000     | ?          | ?          | 18      | 14        | 4         | 555                 |         | 12        | 12        | 19        |
| 2000  | 6.750      | ?          | ?          | 14      | 10        | 4         | 482                 |         | 4         | 13        | 20        |
| 2001  | 10.000     | ?          | ?          | 16      | 12        | 4         | 625                 | 1       | 4         | 16        | 18        |
| 2002  | 10.000     | ?          | ?          | 15      | 10        | 5         | 666                 | 1       | 5         | 12        | 18        |
| 2004  | 10.000     | ?          | ?          | 15      | 11        | 4         | 666                 | 1       | 4         | 13        | 18        |
| 2009  | 10.000     | ?          | ?          | 15      | 10        | 5         | 666                 | 2       | 5         | 9         | 18        |
| 2013  | 14.500     | ?          | ?          | 18      | 13        | 5         | 805                 |         | 6         | 7         | 18        |
| 2016  | 15.000     | ?          | ?          | 15      | 13        | 2         | 1.000               |         | 2         | 7         | 18        |